# Manuel Monfort
Manuel Monfort y Asensi (ur. 26 marca 1736 w Walencji, zm. 25 lutego 1806 tamże) – hiszpański rytownik.
Początkowo uczył się w drukarskim warsztacie ojca, Benita Monforta (1716-1785). Następnie studiował w Akademii Santa Bárbara w Walencji, której został członkiem. Promował grawerstwo w swoim mieście, pomagał młodym artystom takim jak Rafael Ximeno y Planes i Rafael Esteve Vilella. W 1762 roku został członkiem Królewskiej Akademii Sztuk Pięknych św. Ferdynanda w Madrycie, a w 1765 roku został dyrektorem grawerstwa w Królewskiej Akademii Sztuk Pięknych San Carlos w Walencji (oficjalnie otwartej w 1768). Zamieszkał w Madrycie, gdzie zarządzał królewską drukarnią (Imprenta Real). Pracował nad ilustracjami do wielu ważnych publikacji epoki, między innymi nad edycją Don Kichota z 1777 roku. W 1794 roku wrócił do Walencji.